# 棚屋 (书籍)
《棚屋》（英語：The Shack）是一本基督教小說，由加拿大作家威廉·P·楊所著，2007年出版，至今已售出超過兩千萬冊。

## 故事簡介
小说讲述主人公麥肯带着家人露营，但是小女儿鲁西却遭到变态杀人狂的奸杀，之后其尸体找不到了，只有在一間湖畔小屋找到一件沾染了血跡的紅色洋裝。三年后一个署名「老爹」的神秘人留给麦肯一份信，指明他去棚屋，麥肯以为是凶手便携枪而去，没想到遇到的却是上帝本人，经过上帝的指引麥肯发现仇恨不能解决问题，他决定放下仇恨与家人和好，在上帝的帮助下麦肯找到了女儿的尸体，并由警方发现线索抓住凶手，在这部小说的核心价值观就是：“上帝就在你身边用祂自己的方式帮助着你，祂无形无质但是他确实在你我身边”。

## 改編電影
《小屋》的改編電影《天堂小屋》於2015年6月在加拿大開始拍攝，由Stuart Hazeldine執導，被安排在2017年3月3日上映。